# Politikåret 1803

## Händelser
- 1 mars - Ohio blir delstat i USA.[1]

### Fotnoter
1. ↑  ”Ohio” (på engelska). World Statesmen. http://www.worldstatesmen.org/US_states_O-R.html. Läst 30 juli 2015.